# Александров, Олег Иванович
Олег Иванович Александров (13 июня 1944 — 13 марта 2017) — советский легкоатлет, специалист по прыжкам в длину и бегу на короткие дистанции. Выступал за сборную СССР по лёгкой атлетике в 1960-х годах, обладатель бронзовой медали Всемирной Универсиады в Будапеште, чемпион СССР, победитель и призёр первенств всесоюзного значения. Представлял Ленинград и спортивное общество «Буревестник». Почётный мастер спорта СССР. Тренер и преподаватель. Кандидат педагогических наук.

## Биография
Олег Александров родился 13 июня 1944 года. Занимался лёгкой атлетикой в Ленинграде, выступал за добровольное спортивное общество «Буревестник». Окончил Государственный дважды орденоносный институт физической культуры имени П. Ф. Лесгафта.
Первого серьёзного успеха на всесоюзном уровне добился в сезоне 1964 года, когда на чемпионате СССР в Киеве в составе команды «Буревестника», куда также вошли спринтеры Николай Иванов, Борис Зубов и Николай Политико, одержал победу в зачёте эстафеты 4 × 100 метров.
В июле 1965 года на домашних соревнованиях в Ленинграде показал шестой лучший результат сезона в СССР в прыжках в длину — 7,63 метра. Будучи студентом, представлял Советский Союз на Всемирной Универсиаде в Будапеште — в программе прыжков в длину с результатом 7,53 завоевал бронзовую награду, уступив лишь своему соотечественнику Игорю Тер-Ованесяну и британцу Линну Дэвису.
В 1967 году на чемпионате страны в рамках IV летней Спартакиады народов СССР в Москве с ленинградской командой стал бронзовым призёром в эстафете 4 × 100 метров.
На чемпионате СССР 1968 года в Ленинакане, представляя сборную «Буревестника», вновь взял бронзу в эстафете 4 × 100 метров.
После завершения спортивной карьеры проявил себя на тренерском поприще, в том числе работал в Алжире, Малайзии, Китае. Возглавлял деканат факультета физической культуры Ленинградского государственного университета имени А. С. Пушкина, занимал должность заведующего кафедрой теории и методики лёгкой атлетики НГУ им. П. Ф. Лесгафта, выступал в качестве научного руководителя зарубежных и отечественных аспирантов. Кандидат педагогических наук. Доцент.
Умер 13 марта 2017 года в возрасте 72 лет.